# Kanton La Canourgue
Kanton La Canourgue (francouzsky Canton de la Canourgue) je francouzský kanton v departementu Lozère v regionu Languedoc-Roussillon. Tvoří ho šest obcí.

## Obce kantonu
- Banassac
- Canilhac
- La Canourgue
- Laval-du-Tarn
- Saint-Saturnin
- La Tieule